# Riwaq (organisatie)
Riwaq is een centrum voor behoud van architectonisch erfgoed op de Westelijke Jordaanoever. De organisatie is gevestigd in Ramallah en is mede vernoemd naar de riwaqs ofwel arcades of portico's uit de islamitische architectuur.
Riwaq werd opgericht in 1991 ter behoud van cultureel erfgoed. Onderzoekers van het centrum hebben een gedetailleerd register samengesteld van historische gebouwen in Palestina. Gebouwen in dit gebied worden geregeld bedreigd door de militaire bezetting en de tegenacties van de bevolking. In de twintig jaar sinds zijn bestaan heeft Riwaq meer dan honderd restauratieprojecten uitgevoerd, inclusief belangrijke monumenten in de oude binnenstad van Jeruzalem en de renovatie van historische straten in de binnenstad van Bethlehem.

## Erkenning
- 2006: Dubai International Award For the Best Practices to Improve the Living Environment
- 2007: Good Governance Certificate, van Transparency Palestine - The AMAN Coalition
- 2007: Qattan Distinction Award, van Qattan Foundation’s Culture & Arts Programme
- 2009: Palestine International Award for Excellence and Creativity
- 2011: Prins Claus Prijs